# Музыка США
Му́зыка США — обобщающее понятие, применяемое к музыке различных жанров, созданной в Соединённых Штатах Америки. Включает в себя большое количество жанров, основанных на музыкальных традициях коренной американской (индейской), европейской и африканской музыки.

## История
Музыкальная культура страны сложилась из взаимодействия музыкальных традиций колонизаторов из европейских стран (в первую очередь Великобритании, Ирландии, Испании, Германии и Франции), негров-невольников, испаноязычного населения Мексики и Центральной Америки, а также коренных жителей — индейцев. Каждая волна иммигрантов способствовала созданию плавильного котла из которого сформировались многочисленные стили. Музыка Соединенных Штатов отражает многонациональное население страны с различными музыкальными стилями. Самые известные жанры страны — джаз, блюз, кантри, блюграсс, рок, ритм-энд-блюз, соул, рэгтайм, хип-хоп, барбершоп, поп, экспериментальный, техно, хаус, танцевальная, бугалу и сальса.
Наиболее древней является музыка коренных американских индейцев, сохранившаяся отчасти в резервациях, отличалась одноголосием, пентатоническим складом, звукоподражанием голосам в природе. Использовавшиеся инструменты — флейты, свистки, барабаны, трещотки. В колониальный период появлялась музыкальная традиция, тесно связанная с европейской, прежде всего английской. Пуританская мораль колонистов не давала развиваться светским жанрам, разрешая лишь пение псалмов. Однако постепенно, в процессе формирования новых укладов, обычаев и вкусов, особое распространение получает написанный полупрофессионалами религиозный гимн, который пели и вне церкви. Гимны часто исполнялись массово — до 20 тысяч человек на религиозных собраниях, и сливались с балладным жанром. Наиболее известные авторы — Э. Лоу, О. Холден, Дж. Морган и др. Одновременно складывалась традиция духовых оркестров, т. н. бэндов. Отдельно нужно отметить вклад привезённых в Америку негритянских рабов. Под влиянием древней самобытной музыкальной культуры и песен плантаций появляется первая афро-американская форма — спиричуэл.
Во второй половине XVIII — начале XIX века в музыкальной жизни Америки по-прежнему ведущее место занимали профессиональные музыканты, иммигрировавшие из Европы — руководители театральных трупп, церковные органисты, учителя музыки. Местным жителям отводилась пассивная роль «благородного любителя» («genteel amateur»). В период Войны за независимость особое распространение получает патриотическая песня («Янки Дудль», «Звёздно-полосатый флаг», «Славься, Колумбия» и др.). Постепенно музыка прочно входит в повседневную жизнь — приобретают популярность домашнее музицирование (household music), концерты салонного характера, танцы. В конце XVIII в. происходит формирование американской профессиональной музыки. Среди исполнителей долгое время преобладали первоклассные европейские мастера, а потребителем выступала состоятельная публика больших городов. В XIX в. появляется ряд симфонических оркестров. В 1883 г. открывается «Метрополитен-опера» в Нью-Йорке, затем появляются свои оперные театры в Чикаго, Новом Орлеане, Бостоне и др.
В начале XX века музыка оставалась эклектичной, характерной особенностью оставалось смешение различных стилей, использование народных мотивов. В это время музыка начинает активно развиваться в городах Среднего Запада и Калифорнии. Центром же коммерческой музыкальной индустрии становится Нью-Йорк. В «ревущие двадцатые», ознаменовавшиеся бурным развитием американского общества, появляются джаз, мюзикл, а также «кантри-мьюзик» (т. н. сельская музыка). Колыбелью джаза стал многонациональный Нью-Орлеан, где родился в том числе и Луи Армстронг. На первых порах джаз был преимущественно негритянской музыкой с возведенной в закон музыкальной импровизацией. Виднейшие представители — Чарльз «Бадди» Болден, Джозеф «Кинг» Оливер и др. Вслед за писателем Скоттом Фицджеральдом 20-е стали называть «веком джаза», хотя его расцвет произошёл на 30 лет позже. Развитие техники привело к распространению звукозаписи и радиовещания и др. В программах радиостанций значимое место занимает музыка. В 1926 в Америке снят первый звуковой кинофильм с музыкой. Развивается система музыкального образования и музыкального издательского дела.

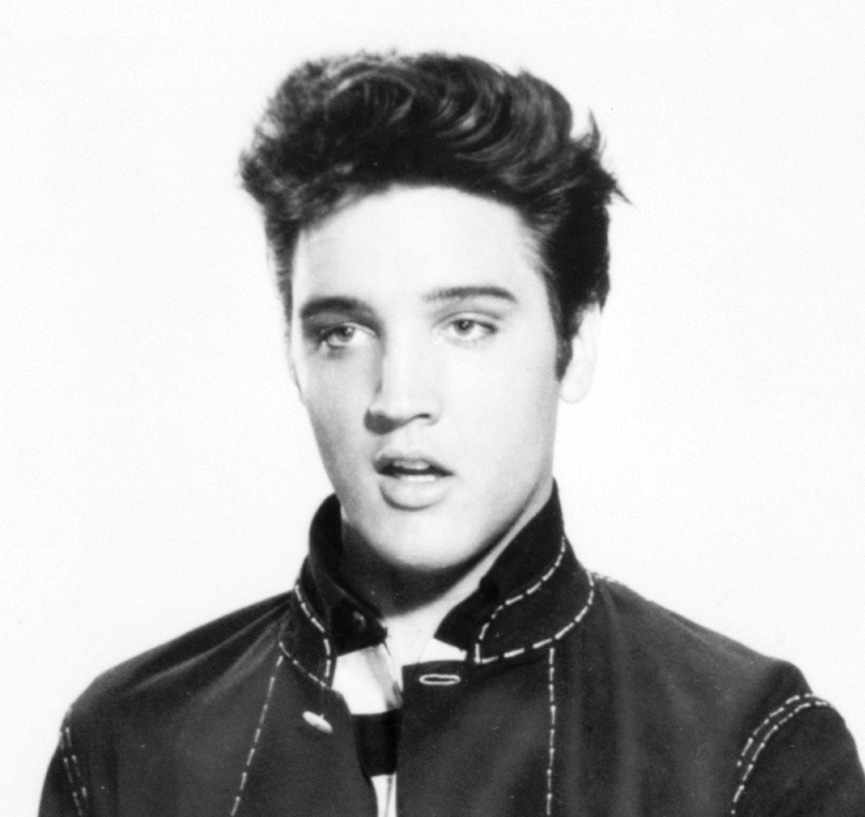
Элвис Пресли

К 1930-м годам закончилось формирование национальной американской композиторской школы, основными чертами которой являются вольное обращение с традиционными музыкальными формами, преобладание импульсивного начала и динамичности развития в мелодии. В джазе 1940-х преобладает стиль боп («би-боп»), более утонченный стиль, рассчитанный на небольшие ансамбли. В следующее десятилетие появляются жанры «хард боп», «фанки» и «кул», позднее «прогрессив». Однако с окончанием Второй мировой войны заканчивалась и эпоха джаза. 1950-е годы ознаменовались появлением нового направления — рок-н-ролла, в основе которого лежали блюз, кантри, фолк, свинг и др. Наиболее видные представители — Чак Берри и Элвис Пресли. В 60-е — 70-е гг. размах получает диско и поп-музыка, которая выражала протест против общества потребления и проповедовала анархический индивидуализм и «философию наркотиков». Она повлияла на работы авторов серьёзной музыки и авангардистов, на некоторые формы церковной музыки, «новый джаз» и джаз-рок.

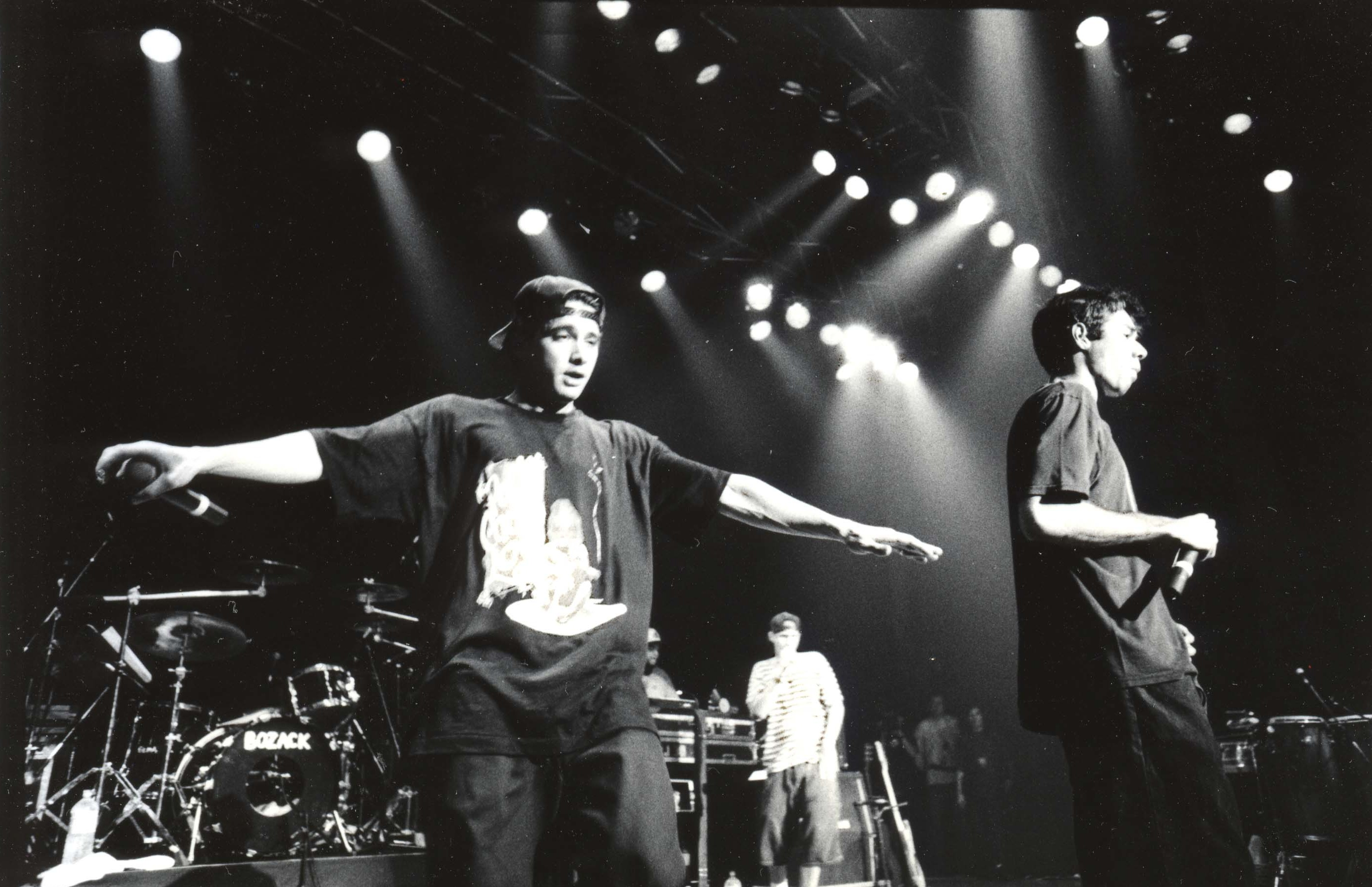
Beastie Boys

В 1980-е годы поп-музыка превратилась в искусство, рекламируемое через всевозможные средства массовой коммуникации. Среди отдельных стилей этого времени следует отметить рок и ритм-н-блюз. В 80-е родился новый «чёрный» жанр, хип-хоп — музыка улиц, бедных гетто, черных кварталов Нью-Йорка, имеющая узкую социальную направленность. По-настоящему популярным жанр становился десятилетие спустя, с появлением таких исполнителей, как 2Pac и Notorious B.I.G. Широкое распространение получает пришедший из Великобритании глэм-рок и глэм-метал. Для исполнителей глэм-рока были характерны яркий образ, выраженный через театральную эффектность экзотических костюмов, обильное использование макияжа. В музыкальном отношении глэм-рок был неоднороден, совмещая в себе различные жанры. Основой служил несколько упрощённый технически хард-рок и хэви-метал, с некоторым реверансом в сторону поп-музыки благодаря значительному использованию клавишных инструментов, меньшей «тяжести» звучания и большому вниманию, уделявшемуся мелодичности песен. Данный стиль нашёл своё продолжение в более коммерческом варианте, получившим название AOR, который вовлёк в себя не только молодых музыкантов, но и старые рок-группы, зачастую игравших ранее в отдалённых от хард-рока стилях.
1990-е можно охарактеризовать как расцвет целого ряда направлений без доминирования какого-либо из них. Продолжается развитие рока, рэпа или пограничных жанров. В поп-музыке наметился новый тренд — так называемые бой-бэнды. 2000-е годы отметились окончательным стиранием границ между жанрами. В целом десятилетие характеризуется некоторым ослаблением позиций рока и наибольшим влиянием хип-хоп музыки на соседние жанры — R&B, поп-музыку.
2010-е годы в США ознаменовались экспансией латиноамериканской поп-музыки.

## Хит-парады
Первый музыкальный хит-парад был опубликован 4 января 1936 года в американском журнале «Биллборд» (Billboard);
с 20 июля 1940 года в журнале стали публиковаться регулярные хит-парады (record charts) пластинок. 

4 августа 1958 года в «Биллборде» появилась «горячая сотня» (Hot 100) — 100 самых популярных синглов недели. В параметры вычислений входили данные по продажам и репертуару радиостанций. 

Помимо общего хит-парада (pop charts), также появились хит-парады по отдельным жанрам музыки: кантри, ритм-энд-блюз, танцевальной музыки и т. д. 

Хит-парад журнала «Биллборд» продолжает оставаться наиболее объективным источником, отражающим состояние музыкального рынка в США, мнение Billboard считается «золотым стандартом»[где?].